# Megachile candida
Megachile candida är en biart som beskrevs av Smith 1879. Megachile candida ingår i släktet tapetserarbin, och familjen buksamlarbin. Inga underarter finns listade i Catalogue of Life.